# أتالايا ديل كانيافاتي
بلدية أتالايا ديل كانيافاتي (بالإسبانية: Atalaya del Cañavate)‏، هي إحدى بلديات مقاطعة قونكة إحدى مقاطعات إسبانيا، والتي تقع في منطقة قشتالة لا منتشا وسط البلاد، والمائلة لجهة الشرق من إسبانيا.
يبلغ عدد سكانها 124 نسمة وفقاً لإحصائية سنة (2007).